# Comuna Zasullea, Lubnî
Zasullea (în ucraineană Засулля) este o comună în raionul Lubnî, regiunea Poltava, Ucraina, formată din satele Solonîțea și Zasullea (reședința).

## Demografie
Componența lingvistică a comunei Zasullea
     Ucraineană (96,39%)
     Rusă (3,25%)
     Alte limbi (0,26%)
Conform recensământului din 2001, majoritatea populației comunei Zasullea era vorbitoare de ucraineană (96,39%), existând în minoritate și vorbitori de rusă (3,25%).